# Thunderbird (comics)
Pour les articles homonymes, voir Thunderbird.
Thunderbird est le nom de plusieurs personnages de comics appartenant à l'univers de Marvel Comics. Ces super-héros sont liés aux X-Men. 

## John Proudstar (X-Men)
Le premier Thunderbird de l'univers Marvel apparaît durant quelques épisodes du début des nouveaux X-Men. Il présente des difficultés à obéir aux ordres et à s'intégrer à l'équipe. Il est finalement tué au cours de l'épisode 94-95, en brisant le cockpit d'un avion de chasse que commandait le comte Nefaria. Celui-ci tentait de s'échapper après avoir piégé les X-Men. Sa mort hantera le leader des X-Men, Cyclope, Le Hurleur ainsi que le Professeur Xavier.

## John Proudstar (Exiles)
La série Les Exilés décrit un John Proudstar alternatif. Thunderbird se fait capturer par le super-mutant Apocalypse. À moitié machine, doté d'une force et d'une résistance extraordinaires, capable même de résister aux attaques de Hulk il a l'apparence d'un centaure, avec le bas d'un cheval et le haut d'un homme. Le seul sens qui lui reste est la capacité olfactive. Sa rencontre avec un de ses doubles shaman l'amène a s'ouvrir à son équipière Nocturne avec qui il entamera une relation sentimentale.
Thunderbird se libère d'Apocalypse et devient un membre fondateur des Exiles. Lors d'un combat contre Galactus, il sombre dans le coma. Sa compagne Nocturne perd leur enfant.

## James Proudstar (Thunderbird II)
Le second Thunderbird est le frère cadet de John : James Proudstar. Il possède les mêmes pouvoirs que son frère. Il apparaît pour la première fois dans la série The New Mutants #16 en 1984. Il est créé par Chris Claremont et Sal Buscema. Il a depuis adopté le nom de code Warpath.

## Neal Shaara (Thunderbird III)
Dans X-Men  numéro 100 (en 2000), Chris Claremont et Leinil Francis Yu introduisent un troisième Thunderbird : Neal Shaara, qui n'a aucun lien avec les Proudstar.
Shaara est né en Inde. Il est également mutant, au pouvoir pyrokinétiques (il peut créer des éclairs de plasma) Après avoir fait partie des X-Men, les auteurs le font partir en 2002 sous la pression des lecteurs qui ont des réactions complètement négatives face à ce héros (tout comme pour Lifeguard et Slipstream, deux autres héros créés par Claremont pour X-Treme X-Men). Thunderbird n'apparaît plus que rarement depuis cette date.